# Cilix glaucata
Cilix glaucata là một loài bướm đêm thuộc họ Drepanidae. Nó được tìm thấy ở châu Âu và Bắc Phi.
Sải cánh dài 18–22 mm. Con trưởng thành bay từ tháng 4 đến tháng 8 tùy theo địa điểm.
Ấu trùng ăn Rubus, Crataegus và Prunus.

## Hình ảnh

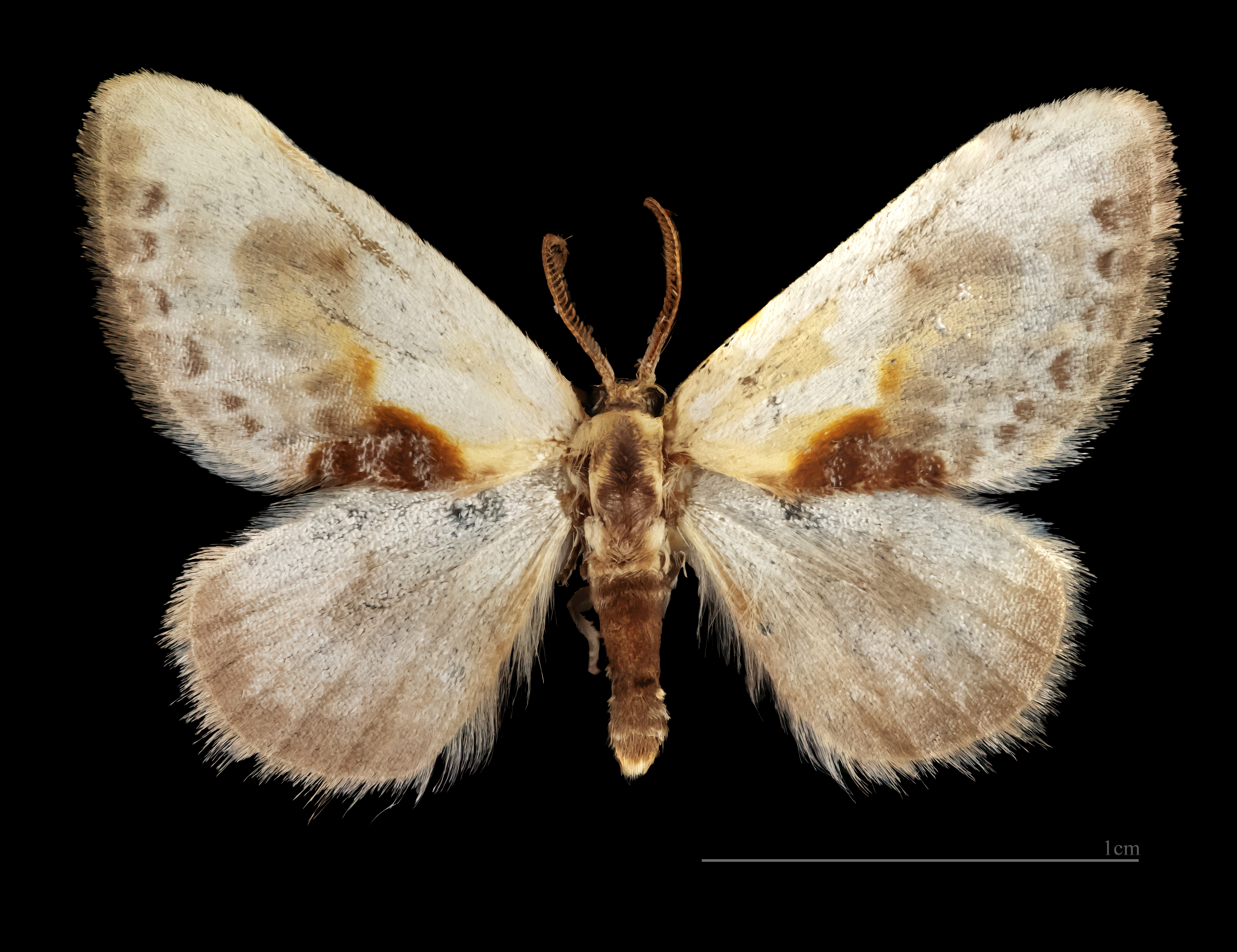
♂
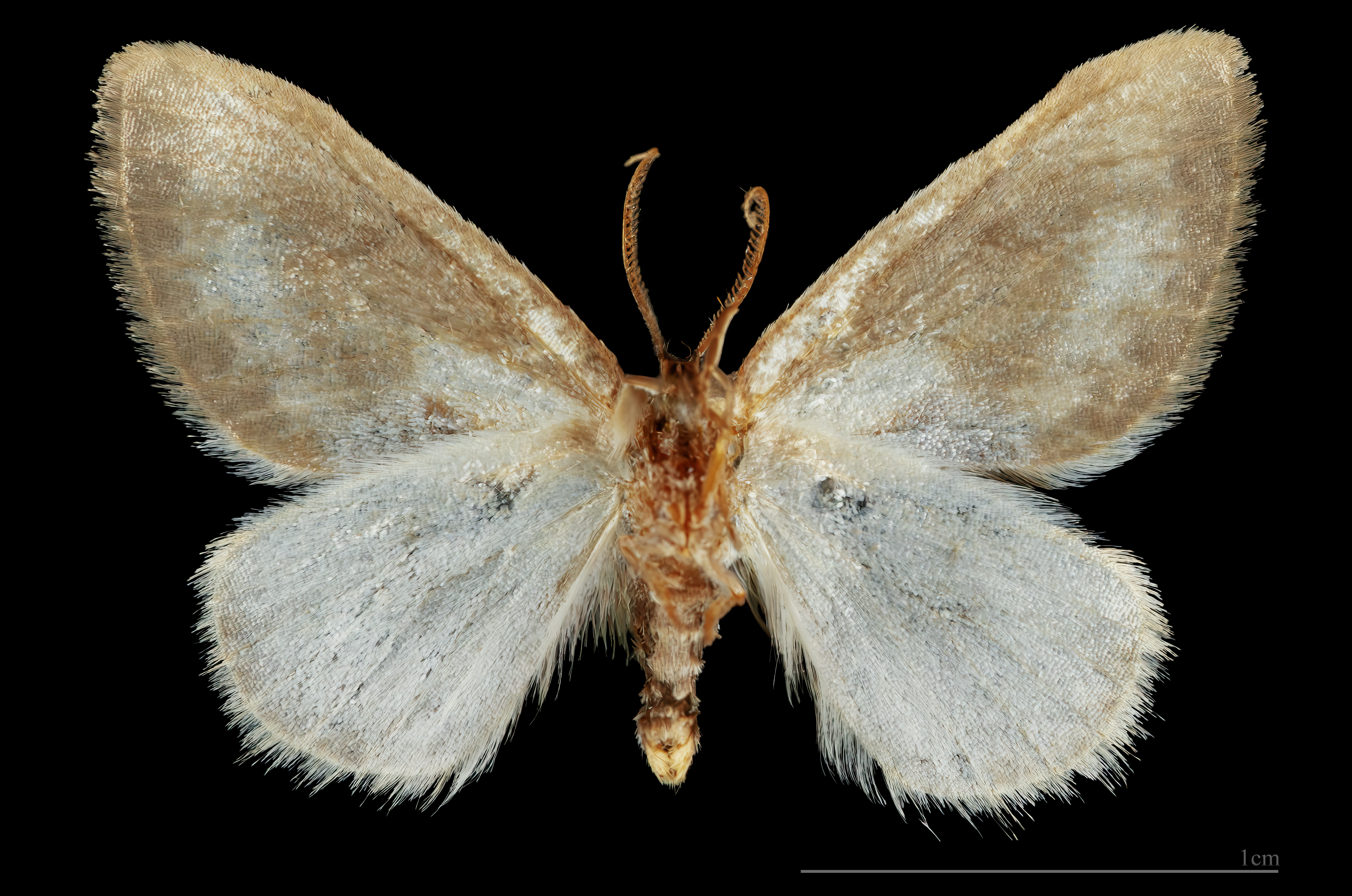
△ ♂

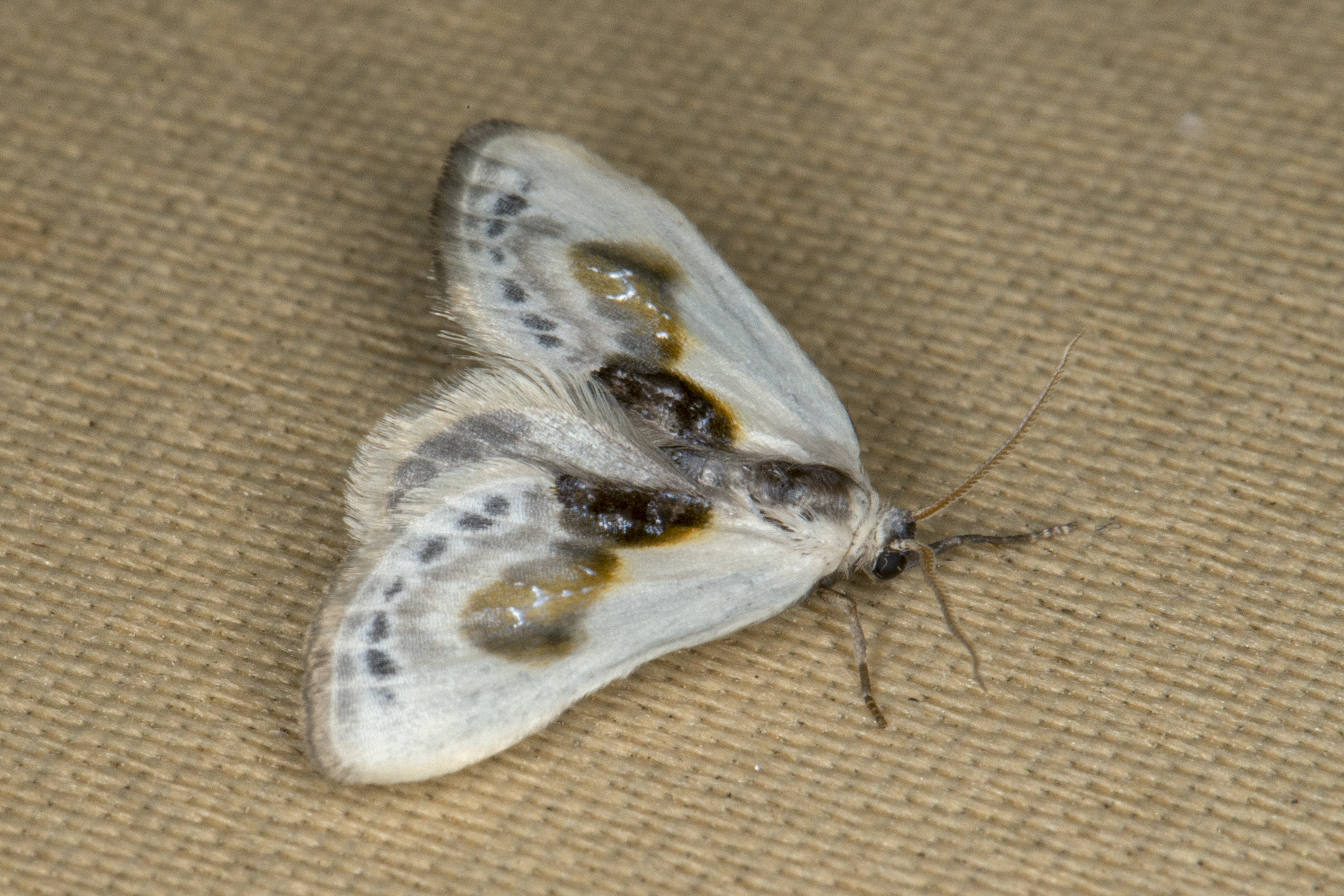
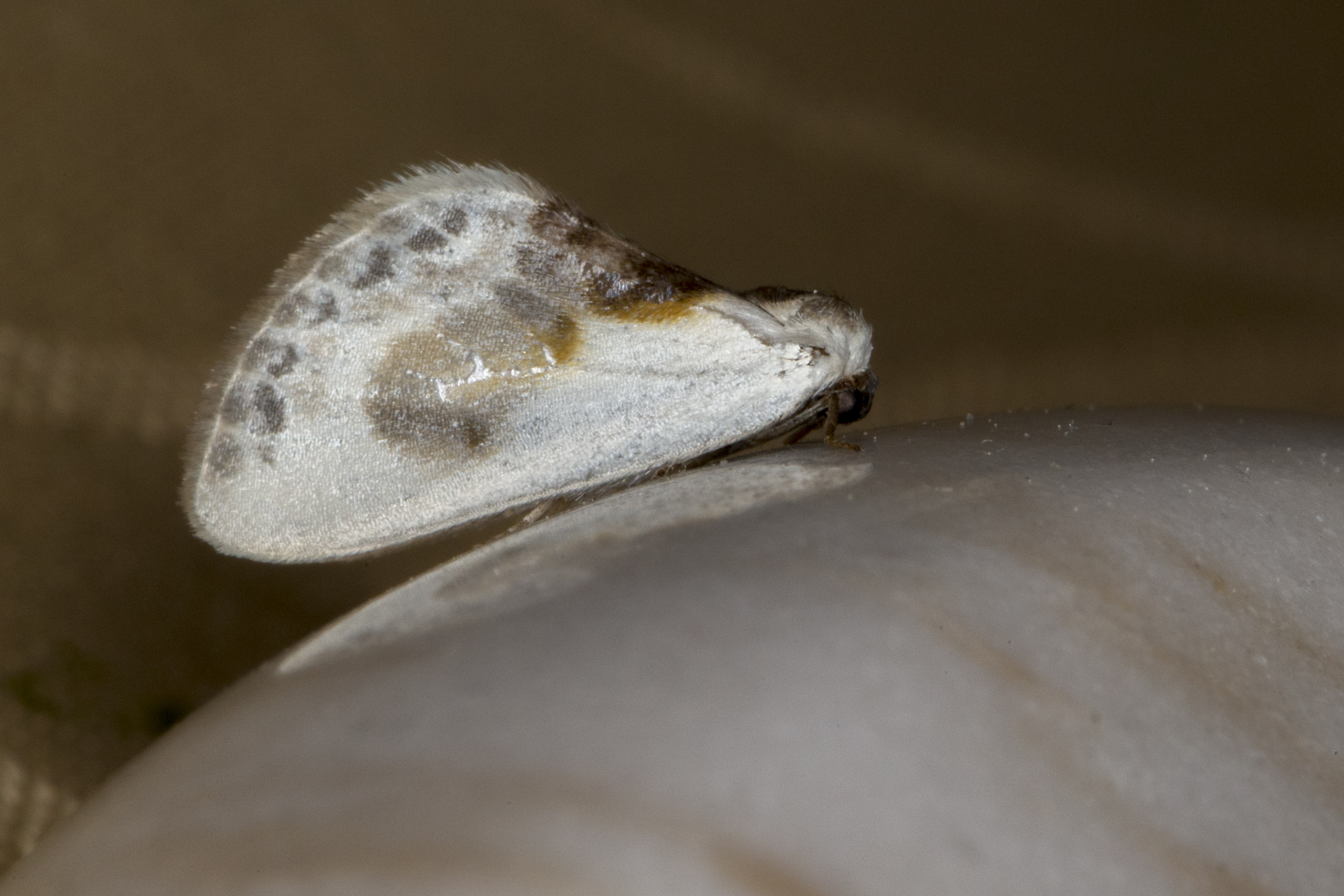
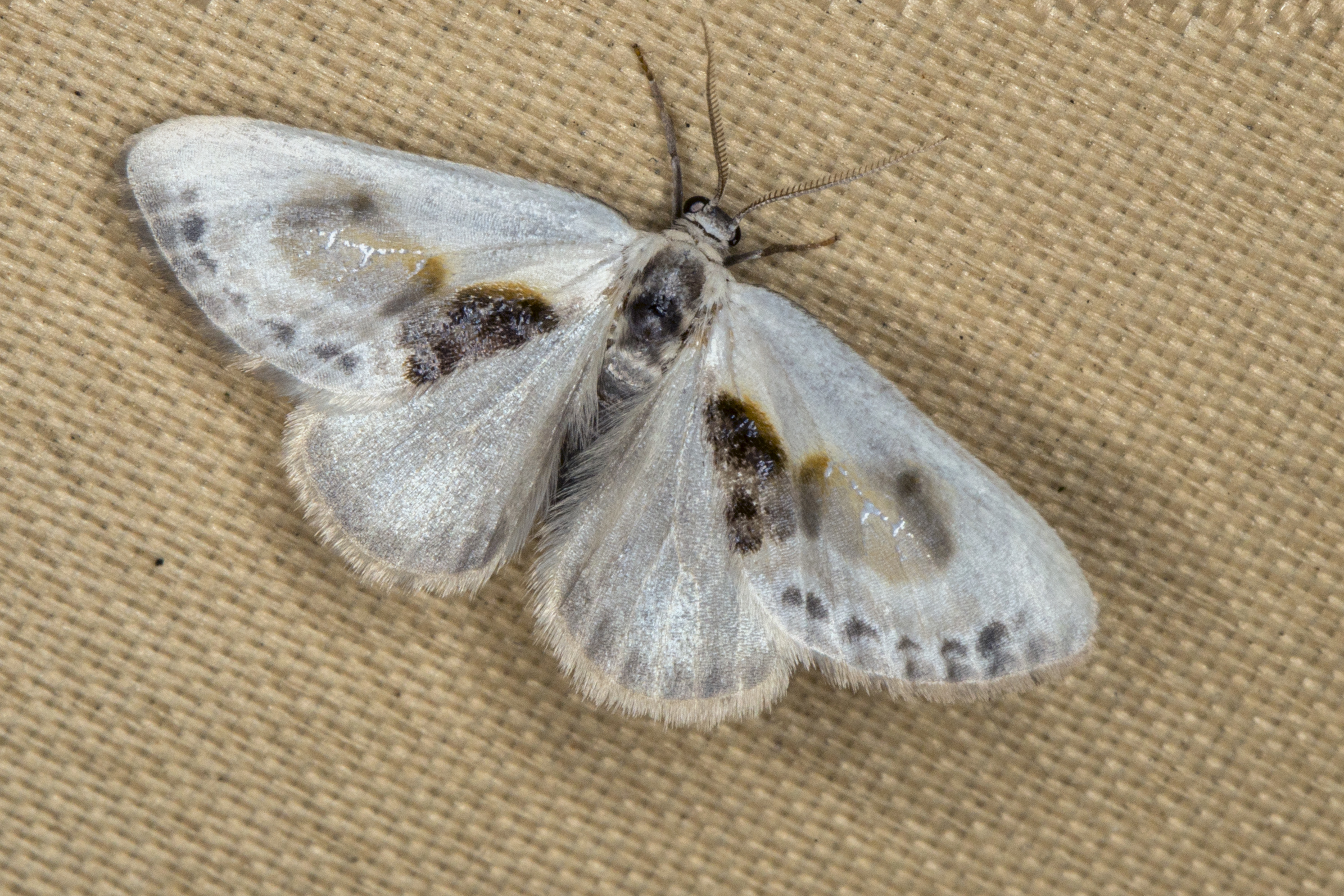